# Au revoir le bonheur
Pour plus de détails, voir Fiche technique et Distribution.
Au revoir le bonheur est un film québécois de Ken Scott, sorti en 2021.

## Synopsis
Quatre frères, qui se sont un peu perdu de vue par les affres du temps, se retrouvent à l'occasion des funérailles de leur père. Pendant cette période, ils lui jurèrent de mettre de côté leurs différends, et pour ce faire, se rendent dans la maison des îles-de-la-Madeleine afin de procéder à la dispersion des cendres de leur père. Arrivés avec femmes et enfants, les relations se compliquent lorsqu'ils constatent que le plus jeune des frères a perdu l'urne funéraire, et ce n'est que le début.

## Fiche technique
- Producteur : Christian Larouche
- Directeur photo : Norayr Kasper, C.S.C.
- Directrice artistique : Danielle Labrie
- Costumes : Karine-Karine Gauthier
- Son : Claude La Haye
- Montage : Yvan Thibeaudeau
- Musique : Nicolas Errèra
- Distributeur Québec : Les films Opale
- Sortie : 
  -  Québec : 17 décembre 2021
  -  France : 20 janvier 2022 (Festival de l'Alpes d'Huez)

## Distribution
- François Arnaud : Nicola - l'épicurien
- Antoine Bertrand : Thomas - le nostalgique
- Louis Morissette : Charles-Alexandre - le businessman
- Patrice Robitaille : William - l'auteur
- Julie Le Breton : Liliane
- Charlotte Aubin : Camille
- Marilyse Bourke : Valérie
- Elizabeth Duperré : Audrey
- Geneviève Boivin-Roussy : Laura Lambert
- Pierre-Yves Cardinal : Philippe Lambert

## Tournage
Dans un premier temps, Ken Scott souhaitait tourner son film en France, dans la région Provence. Ce projet a cependant avorté du fait de la pandémie mondiale de Covid-19. La Havane fut désigné dans un second temps, puis le réalisateur a sélectionné les îles-de-la-Madeleine. Scott déclara plus tard que ces paysages correspondaient mieux au thème du deuil qu'aborde le film.
Le réalisateur connaissait déjà deux de ses principaux acteurs : Antoine Bertrand et Patrice Robitaille. Les deux hommes n'ont pas eu besoin de passer d'audition au contraire de François Arnaud et Louis Morissette, avec qui ce fut la première collaboration avec le réalisateur.

## Distinctions
Le film est projeté en France à l'occasion du Festival International du Film de comédie de l'Alpes d'Huez 2022. Les quatre acteurs principaux du film y sont primés de l'interprétation masculine,.